# Neodiogmites melanogaster
Neodiogmites melanogaster là một loài ruồi trong họ Asilidae. Neodiogmites melanogaster được Wiedemann miêu tả năm 1821.